# 漸雷獸
漸雷獸（學名Brontops）是一屬已滅絕及像犀牛的奇蹄目哺乳動物。

## 外观
渐雷兽是一种类似犀牛的大型动物，肩高2.5米，但其下的B. dispar的大小则像现今的白犀牛。牠们外观很像着名的王雷兽，同样在鼻端上拥有像角的粗钝突出物，但较为短小。根据2004年新建议的分类，渐雷兽被并入巨角犀属之中。

## 打鬥
一頭雄性漸雷獸的頭顱骨與其部份復原的肋骨一同被發現，支持了雄性漸雷獸會以其「角」互相打鬥的說法。造成這種創傷的除了是其他的漸雷獸外，沒有其他可能性。牠的呼吸阻礙了其肋骨骨折的完全復原。成年的漸雷獸亦有可能以其角保護子女，免受如肉齒目或獵貓科等獵食者的追捕。